# Vara de Rey
Vara de Rey ist eine Gemeinde (Municipio) und ein Dorf mit 470 Einwohnern (Stand: 2024) in der Provinz Cuenca in der Autonomen Region Kastilien-La Mancha. Neben dem gleichnamigen Hauptort Vara de Rey gehören die Ortschaften El Simarro und Villar de Cantos zur Gemeinde.

## Lage
Vara de Rey liegt etwa 95 Kilometer südsüdwestlich von Cuenca in einer Höhe von ca. 820 m. Durch die Gemeinde führt die Autovía A-43.

## Bevölkerungsentwicklung
| 1970 | 1981 | 1991 | 2001 | 2011 | 2021 |
| ---- | ---- | ---- | ---- | ---- | ---- |
| 1613 | 1162 | 809  | 722  | 620  | 474  |

## Sehenswürdigkeiten
- Turmruine
- Kirche Mariä Himmelfahrt
- Marienkapelle
- Sebastianuskapelle
- markgräfliches Herrenhaus der Valdeguerrero
- Palast der Torreones
- Rathaus

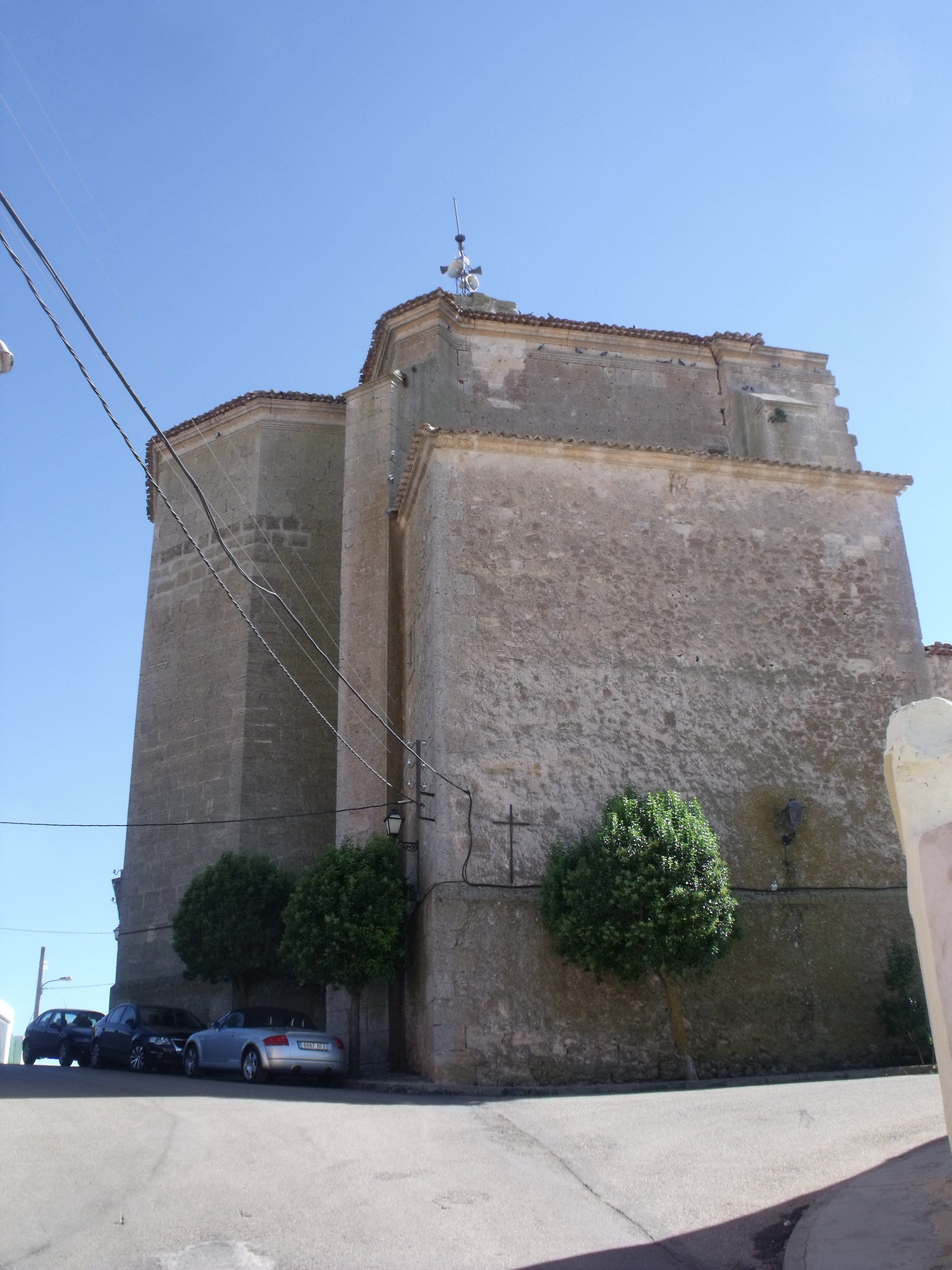
Kirche Mariä Himmelfahrt
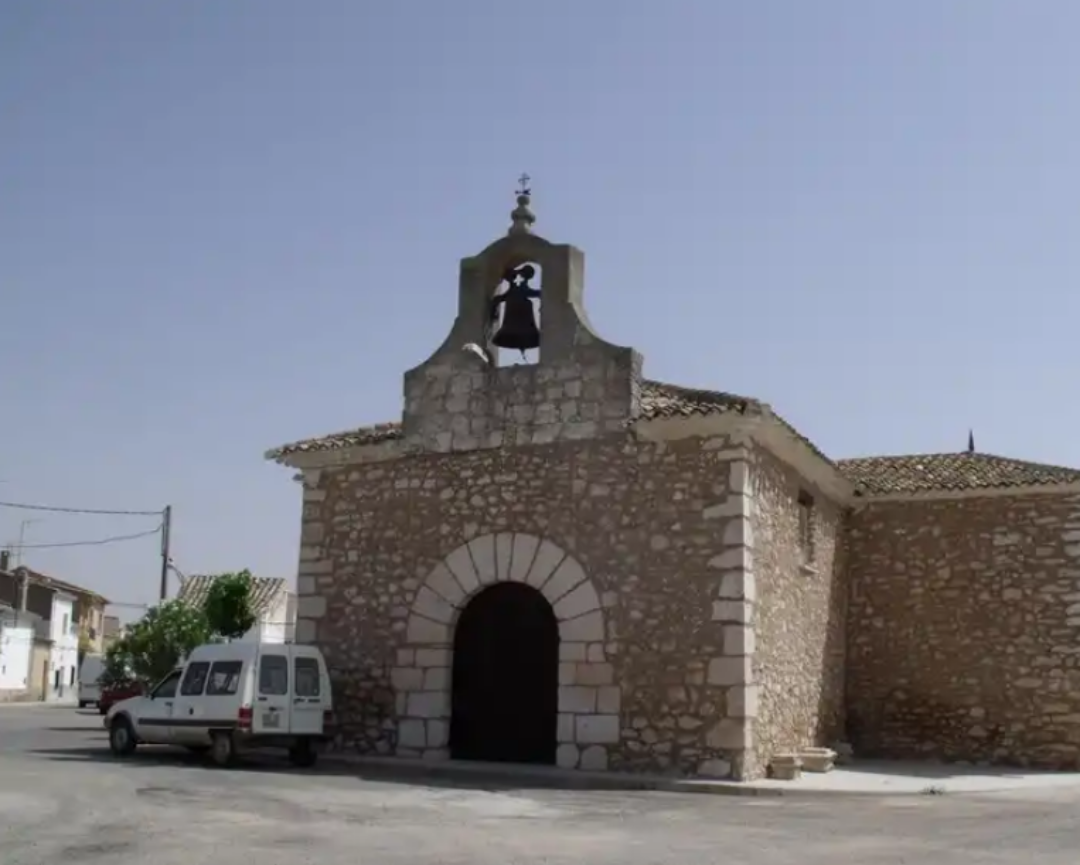
Sebastianuskapelle
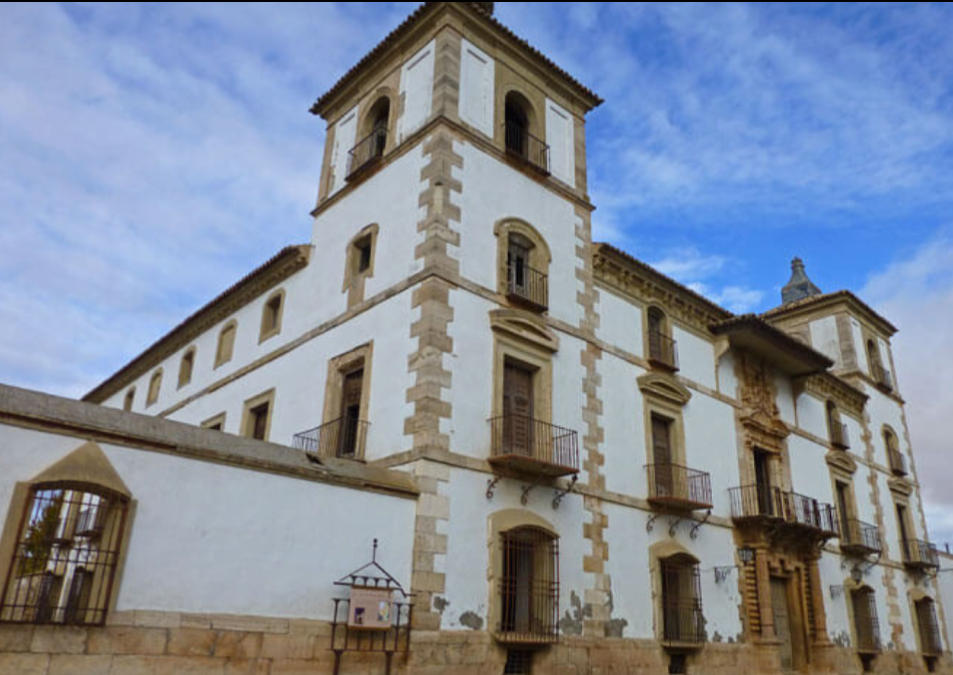
Palast der Torreones
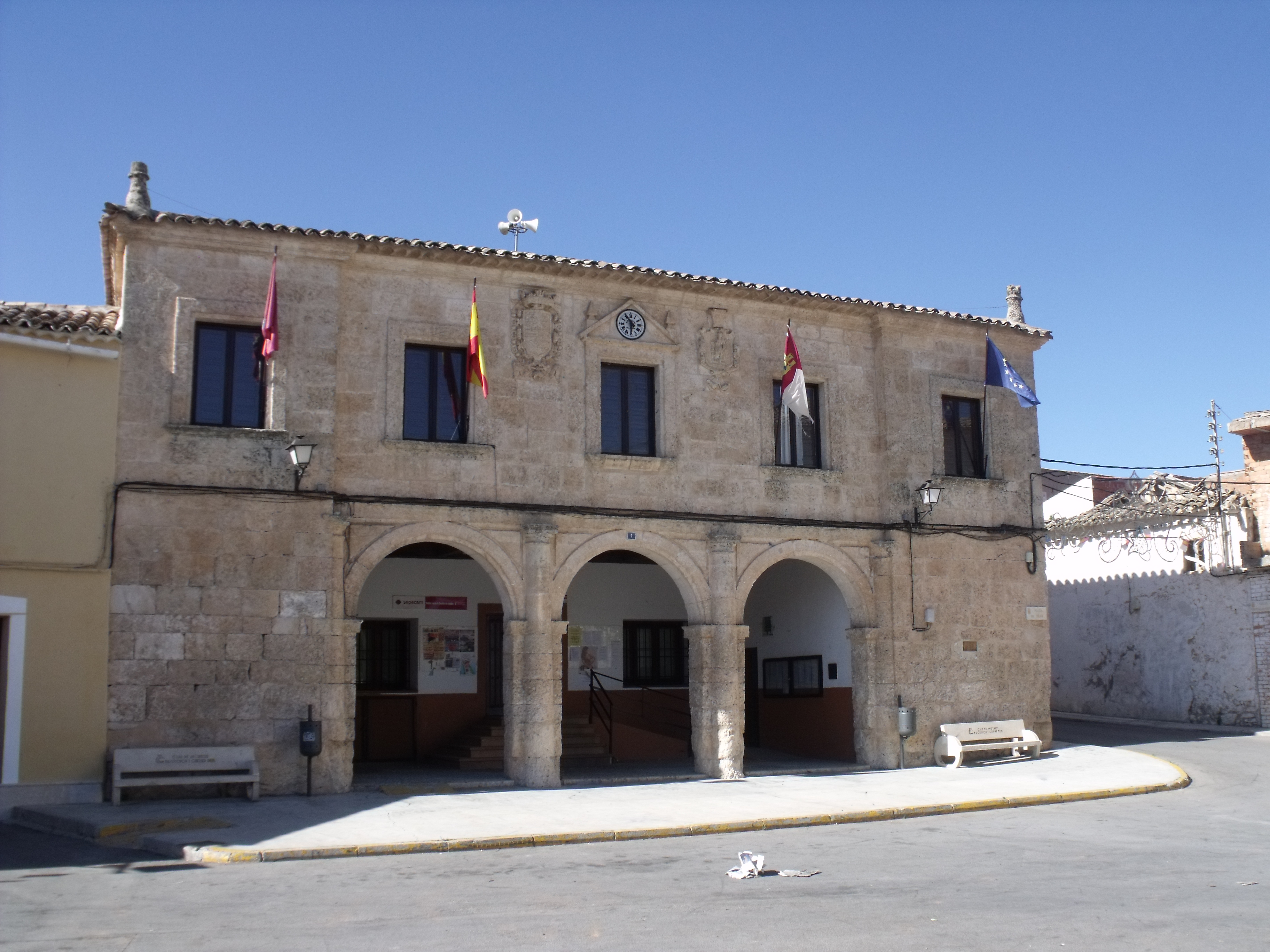
Rathaus

## Persönlichkeiten
- Ángel Cristo (1944–2010), Zirkusartist